# Ludwig Deppe

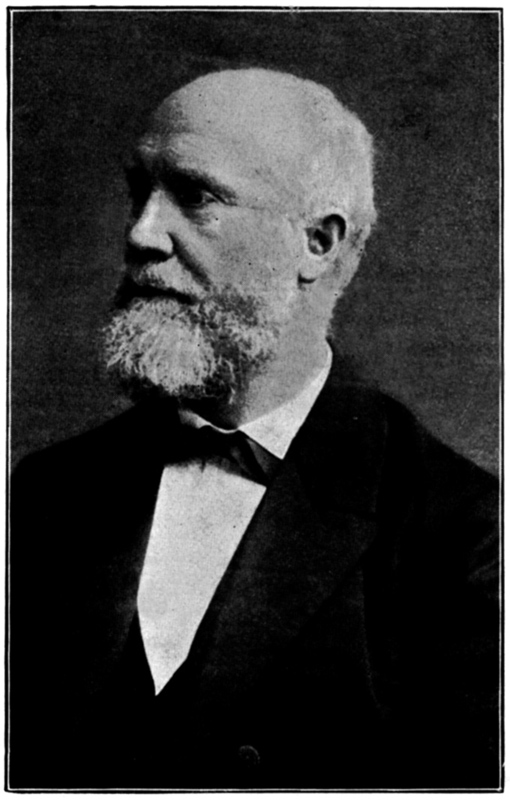
Ludwig Deppe

Ludwig Deppe, född 7 november 1828, död 5 september 1890, var en tysk musikpedagog.
Deppe var den första som bröt med den mekanistiska handleds- och fingertekniken i pianospelet och tillämpade en fysiologisk-psykologisk. Deppes grundprinciper har senare vidareutvecklats i olika riktningar, speciellt av Elisabeth Caland, Tony Bandman och Frederic Horace Clark-Steiniger.